# Матвійчук Василь Федорович
Василь Федорович Матвійчук (? — ?) — український радянський діяч, шахтар, бригадир комбайнової бригади шахти № 4 тресту «Нововолинськвугілля» комбінату «Укрзахідвугілля» міста Нововолинська Волинської області. Депутат Верховної Ради УРСР 5-го скликань.

## Біографія
З 1950-х років — бригадир комбайнової бригади шахти № 4 тресту «Нововолинськвугілля» комбінату «Укрзахідвугілля» міста Нововолинська Волинської області.

## Нагороди
- ордени
- медалі